# Hydrophylax gracilis
Espèce
Synonymes
- Rana gracilis Gravenhorst, 1829
- Hylarana gracilis (Gravenhorst, 1829)
- Lymnodytes macularius Blyth, 1855 "1854"

Statut de conservation UICN

 LC  : Préoccupation mineure
Hydrophylax gracilis est une espèce d'amphibiens de la famille des Ranidae.

## Répartition
Cette espèce est endémique du Sri Lanka. Elle se rencontre du niveau de la mer jusqu'à 500 m d'altitude.

## Publication originale
- Gravenhorst, 1829 : Deliciae Musei Zoologici Vratislaviensis (Reptilia Musei Zoologici Vratislaviensis. Recensita et Descripta). Fasciculus Primus, continens Chelonions et Batrachia: I-XIV. Leopold Voss, Leipzig (texte intégral).